# آلکسی لوسف
آلکسی لوسف (روسی: Алексе́й Фёдорович Ло́сев؛ ۲۳ سپتامبر ۱۸۹۳ – ۲۴ مهٔ ۱۹۸۸) فیلسوف، مربی موسیقی، نویسنده، فرهنگ‌شناس و مترجم اهل امپراتوری روسیه بود.
وی همچنین برندهٔ جوایزی همچون جایزه دولتی اتحاد شوروی شده‌است.